# Neolepetopsidae
A Neolepetopsidae a csigák (Gastropoda) osztályának és a Lottioidea öregcsaládjának egyik családja.

## Nevük
A Neolepetopsidae család neve, a neo = „új” előtag és a Lepetopsidae fosszilis család nevének összevonásából kapta, mivel a kutatók szerint a mai család, a régen kihalt csoport leszármazottai.

## Rendszertani besorolásuk
2000-ben, Harasewych és McArthur megvizsgálták két fajnak is (Eulepetopsis vitrea és Paralepetopsis floridensis) a 18S riboszomális RNS-t. Ez a vizsgálat, megerősítette az Acmaeoidea/Lottioidea öregcsaládba való besorolást.
Azonban a Taxonomy of the Gastropoda (Bouchet & Rocroi, 2005) szerint, a Neolepetopsidae család, a Neolepetopsoidea öregcsalád tagja.
Később a Tengeri Élőlények Világkatalógusa (World Register of Marine Species - WoRMS), a Neolepetopsoidea-t átalakították a Lottioidea szinonimájának, hogy a vitatott család átkerüljön a megfelelő helyre.

## Előfordulásuk és élőhelyük
A Neolepetopsidae-fajok előfordulási területei a Csendes-óceán északkeleti és nyugati (Paralepetopsis rosemariae) részei, valamint a Közép-Atlanti hátság. Ezek az állatok a tengerek mélyén élnek, a tűzhányók közelében, az elpusztult bálnák tetemein és azok sziláin.

## Rendszerezés
A családba az alábbi 3 nem és 13 faj tartozik:
- Eulepetopsis McLean, 1990[1] - 1 faj
  - Eulepetopsis vitrea McLean, 1990
- Neolepetopsis McLean, 1990[1] - 5 faj; típusnem
- Paralepetopsis McLean, 1990[1] - 7 faj

## Fordítás
- Ez a szócikk részben vagy egészben  a   Neolepetopsidae című angol Wikipédia-szócikk ezen változatának fordításán alapul.  Az eredeti cikk szerkesztőit annak laptörténete sorolja fel. Ez a jelzés csupán a megfogalmazás eredetét és a szerzői jogokat jelzi, nem szolgál a cikkben szereplő információk forrásmegjelöléseként.

## További irodalom
- Sasaki T. & Warén A. (2007). "Anatomy of Eulepetopsis vitrea McLean, 1990 (Patellogastropoda: Neolepetopsidae)". In: Jordaens, K., N. Van Houtte, J. Van Geothem, & T. Backeljau, editors. Abstracts, World congress of malacology. Antwerp, Belgium. July 15–20, 2007195.